# Paulo II
Paulo II o Pablo II (en latín: Paulus PP. II), de nombre secular Pietro Barbo (Venecia, 23 de febrero de 1417-Roma, 26 de julio de 1471) fue el 211.º papa de la Iglesia católica, desde 1464 hasta 1471.

## Biografía

### Orígenes y carrera eclesiástica
Nacido Pietro Barbo, por parte de su madre era sobrino del papa Eugenio IV (1431–1447). Aunque había sido educado para mercader, el ascenso de su tío a Papa en 1431 le motivó a seguir la carrera eclesiástica. Promocionó rápidamente: fue archidiácono en Bolonia, obispo de Cervia y Vicenza y finalmente, en 1440, cardenal. Desde pronto se hizo muy popular por su carácter dadivoso.
En 1445 sucedió al cardenal Giuliano Cesarini como arcipreste de la basílica de San Pedro. Gracias a Bartolomeo Platina sabemos que el papa Pío II lo había apodado Maria pietissima porque "cuando no podía obtener lo que deseaba orando, pidiendo o rogando, lloraba para hacer sus peticiones más creíbles".  Algunos historiadores sugieren que lo habían apodado de esa manera porque acostumbraba a vestir suntuosa y refinada vestimenta clerical, y otros sugieren que se refería a su falta de virilidad.  
Entre 1459-60 fue también obispo de Padua.

### Pontificado

#### Gobierno de los Estados Pontificios
Elegido pontífice por unanimidad en el cónclave de 30 de agosto de 1464, prestó juramento comprometiéndose a abolir el nepotismo imperante en la Curia Romana, a mejorar las costumbres en la Santa Sede, a hacer la guerra a los turcos y a reunir un concilio ecuménico en el plazo de tres años. Pero poco de esto llevó a cabo en su corto pontificado de siete años, lo que le supuso la pérdida de confianza del Colegio Cardenalicio. Quiso utilizar el nombre de Formoso II (Formoso en latín significa hermoso), porque estaba prendado de sí mismo. Pero los cardenales le convencieron para que tomara otro nombre, Paulo, y se dejara de narcisismos.

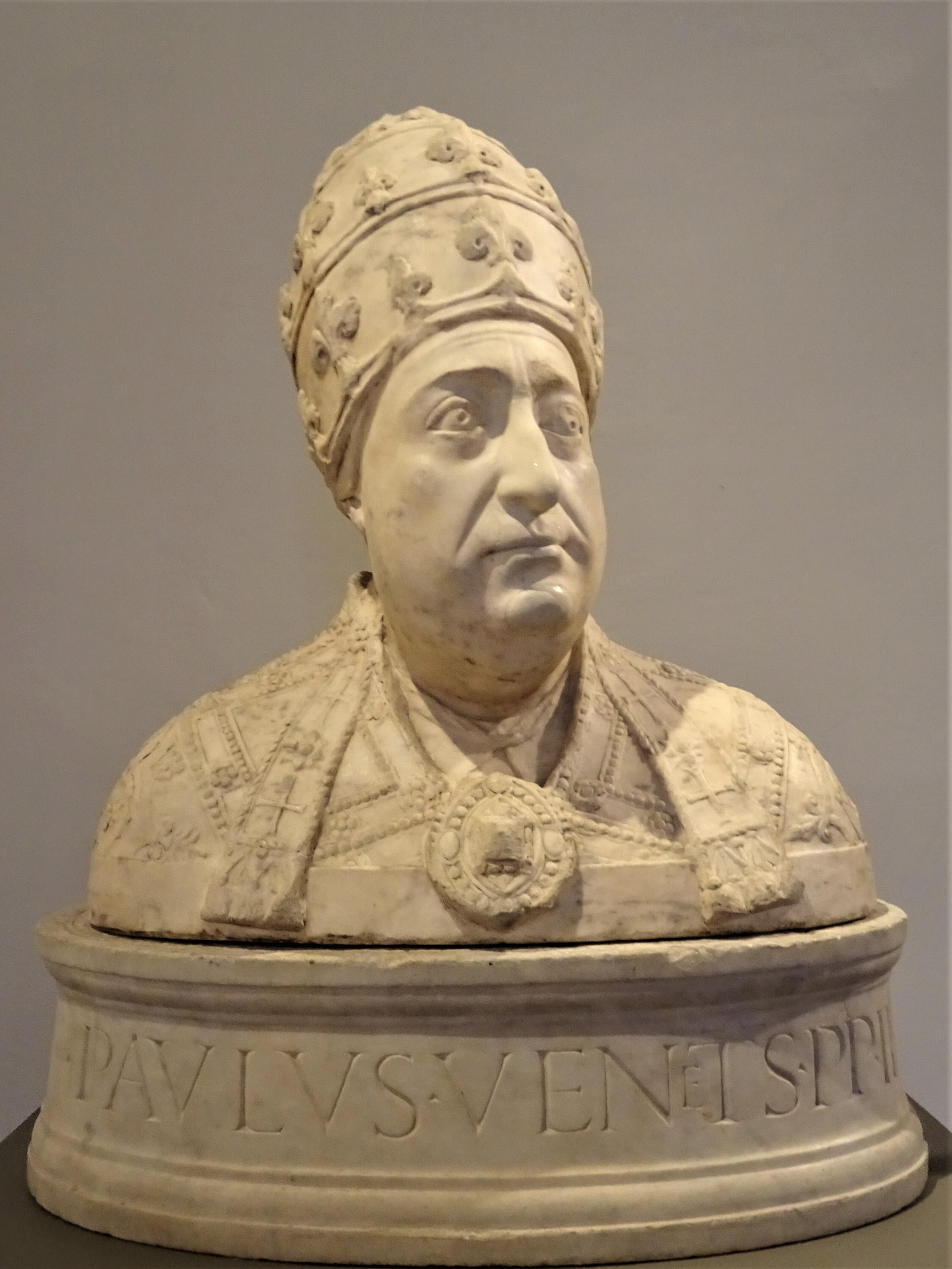
Busto, por Mino da Fiesole (c. 1470, Palazzo Venezia)

En 1466, para reducir la gruesa administración vaticana, el papa procedió a cerrar el Colegio de Compendiadores, cuyo trabajo consistía en redactar los documentos papales. Hecho que provocó indignación y protestas entre los poetas y retóricos de la ciudad, quienes prestaban tales servicios. El humanista Platina (1421-1481) fue encarcelado tras escribir una carta amenazadora al papa y, aunque liberado al poco, fue nuevamente encarcelado en 1468 junto con Pomponio Leto y otros miembros de la Academia Romana, acusado de conspirar contra el pontífice y, como otros compendiadores, sufrió tortura. En respuesta, Platina escribió Vitae pontificum, una biografía muy negativa de sobre Paulo II.
El cronista Stefano Infessura retrató a Paulo II presentándolo como opuesto a los humanistas, amante del esplendor y de las diversiones populares como la fiesta del carnaval. El pontífice ordenó que todas las celebraciones se organizaran en la plaza Venecia para dar importancia al nuevo palacio, mandado construir por él. Pero hay que tener en cuenta que Infessura, personaje de pensamiento republicano y contrario al papado, da una información que no puede considerarse imparcial. 
A pesar de todo, fue una persona con gran sentido de la equidad. Reformó la administración municipal y luchó contra de los sobornos en el seno de la Iglesia oficial. En su papado se estableció la celebración del jubileo cada veinticinco años. Tenía fama de resolver pocos de los asuntos que le llegaban porque seguía el criterio de que era mejor no cambiar las cosas, por si empeoraban. Amante del lujo y del placer, además de gran protector de las artes: quería que Roma fuera la ciudad más hermosa del mundo. Subió los impuestos a los judíos, a los que también humilló haciendo que desfilaran tras el palio mientras recibían insultos de la gente y eran acosados por hombres a caballo, u obligándoles a correr en carnaval sin ropa y atiborrados de comida «para que la carrera les resultara más difícil y a la vez fuera más divertida para los espectadores». También aficionado a espectáculos morbosos, organizó torneos entre cojos y jorobados que se disputaban en la plaza Colonna, la plaza Venezia o en la plaza Sciarra, mientras que en la plaza del Popolo tenían lugar las ejecuciones públicas.

#### Relaciones con Europa
Paulo II excomulgó a Jorge Podiebrad (1420-1471) rey de Bohemia, protector y favorable a los considerados herejes husitas, que no eran perseguidos como exigía la Iglesia. El papa conminó por carta a Matías Corvino (1443-1490), yerno del rey Jorge, a llevar la cruzada contra los herejes a Bohemia. Finalmente, Matías ocupó Bohemia en 1467.
Mantuvo muy buenas relaciones con el rey de Castilla, Enrique IV de Castilla, de quien esperaba aportara fondos para la cruzada turca. En 1469 dio poderes al nuncio Antonio de Veneris para validar la Concordia de Guisando, que dejaba a Isabel de Castilla como sucesora del rey Enrique IV. Juan II de Aragón solicitó la bula papal para legitimar la boda entre Fernando e Isabel, primos segundos entre sí, que le fue negada con la excusa de que ya había sido concedida otra a Enrique IV, que autorizaba la boda de Isabel con Alfonso V de Portugal. Pero la postura contraria a las demandas de la Corona aragonesa se debía a la buena relación entre el papa y el rey francés, Luis XI de Francia, quien estaba enfrentado con el rey de Aragón por disputas en los territorios fronterizos.
Paulo II ofreció a Sofía Paleólogo como esposa al monarca ruso, con la esperanza de unir a católicos y ortodoxos en una sola fe. El Príncipe de Moscú Iván III de Rusia, viudo de su primera esposa, se casó con ella en la Catedral de la Ascensión del Kremlin de Moscú el 12 de noviembre de 1472. Sin embargo, el cardenal Basilio Bessarión, enviado papal, no tuvo éxito en su misión de convertir la política religiosa moscovita.
Intentó organizar una cruzada contra el Imperio Otomano y a tal fin gravó con un impuesto a las naciones aliadas, pero sus aspiraciones fueron acogidas sin ningún entusiasmo y la cruzada se quedó en nada.

### Deceso

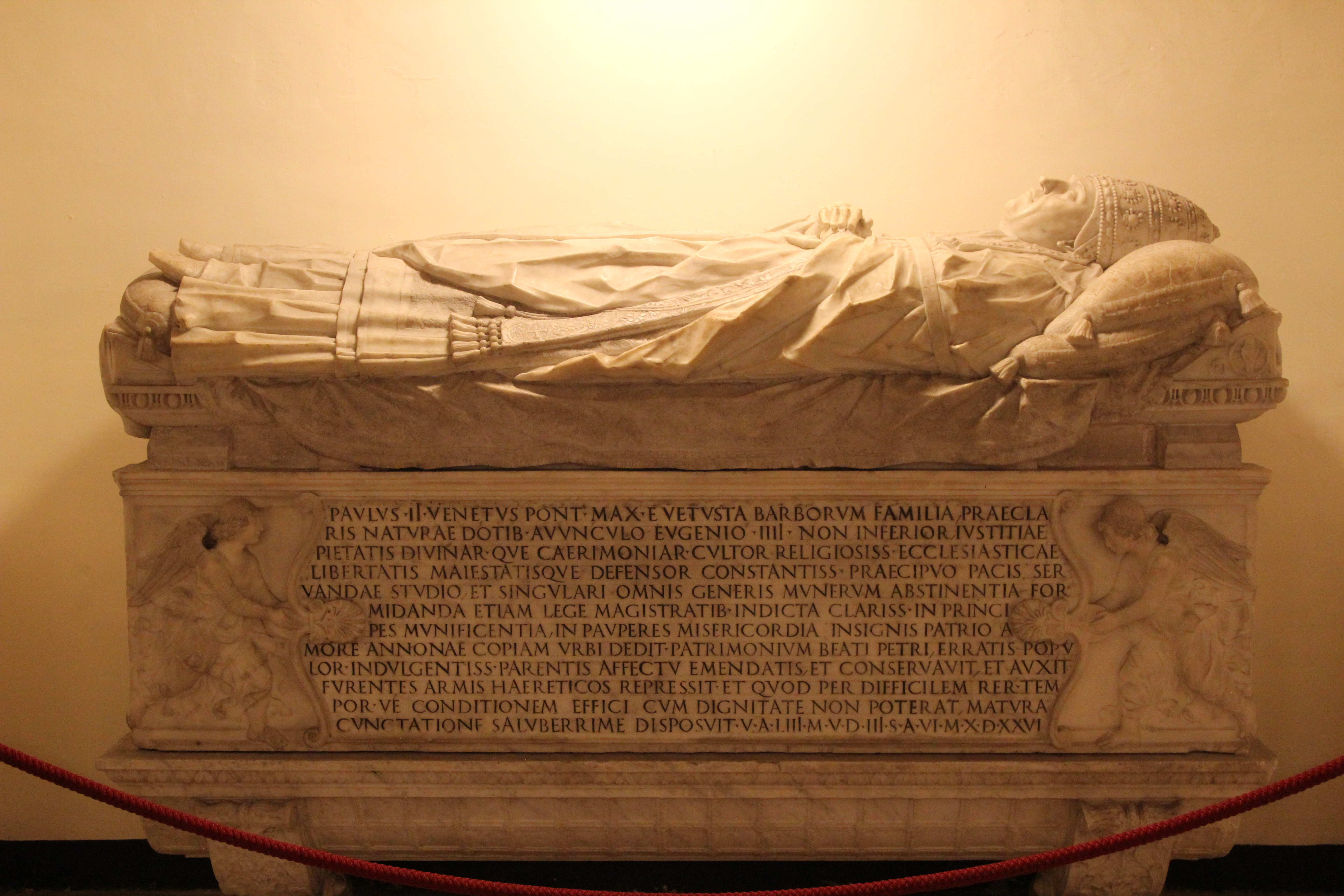
Tumba de Paulo II en las grutas vaticanas.

Falleció el 26 de julio de 1471. Oficialmente la muerte se debió a una indigestión de melón o por asfixia al atragantarse con otra fruta.